# Misa Tango
Die Misa Tango ist eine Messe des argentinisch-italienischen Komponisten Luis Bacalov (1933–2017) für Mezzosopran, Bariton, Bandoneon, Chor und Orchester. Die Messe entstand im Jahr 1997.

## Konzeption
Die Misa Tango besteht aus den Teilen
- Kyrie (¡Señor, ten piedad de nosotros!)
- Gloria (¡Gloria a Dios en las alturas y a los hombres en la tierra paz! Te alabamos, te bendecimos, Señor, Dios Rey celestial.)
- Credo (Yo creo en un único Dios todo poderoso, Creador del cielo y de la tierra. Amen.)
- Sanctus (Santo, santo, santo, Señor Dios del universo. Llenos estàn los Cielos y la tierra de tu gloria.)
- Agnus Dei (Cordero de Dios, que quitas los pecados del mundo. ¡Ah! Ten piedad de nosotros, da nos la paz.)

Auf Grund des Wunsches des Komponisten, der selber jüdischen Glaubens war, „mehr Menschen die Teilnahme zu ermöglichen, die nicht in jeder Hinsicht denselben Glauben haben, und deshalb in der Messe die Züge Gottes hervorzuheben, die für Christen, Juden und Muslime Gültigkeit haben“, wurde der Standard-Text des Ordinariums, den der Komponist in der spanischen Fassung zugrunde legte, erheblich gekürzt. Alle Verweise auf Christus – mit Ausnahme des Lamm Gottes (lat.: Agnus Dei) – wurden gestrichen.
Das Credo, der dritte und üblicherweise längste Teil der gesungenen Messe, wurde auf die erste Strophe und einen Teil der zweiten reduziert: «Yo creo en un único Dios todo poderoso, Creador del cielo y de la tierra.» (deutsch: „Ich glaube an einen Gott, den allmächtigen Vater, Schöpfer des Himmels und der Erde“) plus „Amen“ am Ende.

## Aufführungen und Veröffentlichungen
Die Misa Tango wurde am 2. April 1999 in Rom uraufgeführt. Die Besetzung war: Plácido Domingo (Tenor), Ana María Martínez (Mezzosopran), Héctor Ulises Passarella (Bandoneon), Coro und Orchestra dell’Accademia Nazionale di Santa Cecilia unter der Leitung von Myung-Whun Chung. Die Deutsche Grammophon zeichnete eine Aufnahme der Messe in der Besetzung der Uraufführung auf, die 2000 auf CD veröffentlicht wurde.